# Manambato (rivière)
Le Manambato est un petit fleuve du versant est de l'île de Madagascar.

## Geographie
La route 5A traverse le Manambato à Bobantsivero : 13° 15′ 19″ S, 49° 49′ 07″ E